# Je compte sur toi
Je compte sur toi (Conto su di te) est un jeu télévisé créé par Jacques Antoine (Fort Boyard) et Jean Yanne et présenté par Olivier Lejeune assisté de Valérie Lamour, et diffusé du 20 août 1990 au 19 octobre 1990 sur La Cinq.

## Historique
Bien que ses concepteurs soient français, le concept a d'abord été vendu en Italie. Je compte sur toi est adapté du format italien Conto su di te, diffusé du 29 janvier 1988 au 2 juillet 1989 sur Rai 2; et créé par Jacques Antoine (Fort Boyard) et Jocelyn Hattab. D'après une idée de Jacques Antoine, Jocelyn Hattab et Jean Yanne.
Le jeu s'arrête, à la demande d'Yves Sabouret futur président directeur général de La Cinq (groupe Hachette).

« La chaine généraliste que nous voulons faire, est une chaine que toute la famille peut regarder ensemble, sans que personne ne s'en trouve gêner. Ce qui signifie en clair pour La Cinq: la renonciation à la violence et au sexe, ainsi qu'à un certain nombre d'émissions qui peuvent paraitre humiliante pour le public. C'est ainsi que j'ai pu obtenir des producteurs, que  l'émission Je compte sur toi soit arrêtée depuis vendredi dernier(...) »

— Yves Sabouret futur président directeur général de La Cinq dans l'Audition publique des actionnaires de La Cinq devant le CSA  du 22 octobre 1990.

## Concept
Dans le générique d'ouverture, on voit un fourgon de la Brinks escorter une voiture aux couleurs de La Cinq. Le fourgon entre dans un parking, un convoyeur confie à des hôtesses une coffret rempli de billets de banque. Les billets sont apportés sur le plateau de télévision. Le but pour les candidats sera de compter les billets de banque, et de répondre à des questions de culture générale.

## Déroulement
- Première manche:

Deux couples de candidats s'affrontent en répondant à des questions, le couple qui répond correctement à la question actionne une manette de jackpot. Si jamais il tombe sur le "billet rouge" il perd la manche.
- Deuxième manche:

Les deux candidats qui ont remporté la manche précédente, vont devoir compter l'un sur l'autre.
Pendant que le premier répondra à des questions de culture générale; le second, assis à une table devra compter des billets de banque tombant d'une soufflerie. Ils peuvent remporter jusqu’à 300 000 francs. Mais à chaque fois que le premier donnera une mauvaise réponse, le second aura un gage. La table infernale tremblera, des tartes à la crème lui seront envoyées par un comédien, etc.
Au terme de 13 minutes, le candidat-comptable devra dire exactement combien de billets de banque sont tombés sur la table. S'il a la somme juste, le couple remporte tout, s'il se trompe dans ses comptes la somme sera perdue.
Dans un premier temps, seuls des billets de 200 francs tombaient ; puis des billets de 50, 100, et 200 francs tomberont, ce qui rendra l'épreuve plus difficile.